# Cornelis Duvelaer van de Spiegel
Cornelis Duvelaer van de Spiegel (Goes, 29 december 1771 - 's-Gravenhage, 28 oktober 1829) was een Zeeuws bestuurder en politicus.
Duvelaer van de Spiegel was zoon in het grote gezin van de bestuurder Laurens Pieter van de Spiegel en Digna Johanna Ossewaarde in het geslacht Van de Spiegel. Al op jonge leeftijd was hij, een orangist, bestuurlijk actief, bij de generaliteitsrekenkamer van de Republiek der Verenigde Nederlanden. Na een ambteloze periode tijdens de Bataafse Republiek werd Duvelaer van de Spiegel vanaf 1807 secretaris van de Amortisatiekas en districtscommissaris. Na de instelling van het Soeverein Vorstendom der Verenigde Nederlanden in 1814 was hij een jaar lid van de Provinciale Staten van Holland en vervolgens zo'n veertien jaar lid van de Tweede Kamer der Staten-Generaal voor Holland. In 1815 verkreeg hij het predicaat jonkheer.
In 1814 trouwde Duvelaer van de Spiegel met Margaretha Jacoba van der Hoeven, welke twee jaar later zou komen te overlijden en met wie hij een zoon kreeg. In 1826 trouwde hij met haar zus, Aletta Jacoba van der Hoeven. Beide echtgenotes waren de dochter van een Rotterdamse regent.

## Voetnoten en referenties
1. ↑  Bronnen spreken van 8 tot 15 kinderen
2. ↑  Ton (ADM) Keetlaer, Jhr. Cornelis Duvelaer van de Spiegel (1771-1829) » De Zeeuwse familie Keetlaer » Genealogie Online. Genealogie Online. Gearchiveerd op 18 juni 2023. Geraadpleegd op 17 juni 2017.
3. 1 2 3  Jhr. C. Duvelaer van de Spiegel. www.parlement.com. Geraadpleegd op 17 juni 2017.
4. ↑  Holland (Netherlands : Province) Provisioneele repræsentanten (1799). Decreeten van de Provisioneele repræsentanten van het volk van Holland. 26 January 1795-2 Maart 1796. 's Lands drukkery.
5. ↑  Bataafsche Republiek (1801). Besluiten van het Staats-bewind der Bataafsche Republiek. Staats-bewind. Gearchiveerd op 18 juni 2023.
6. ↑  Repertorium van ambtsdragers en ambtenaren 1428-1861. resources.huygens.knaw.nl (15 mei 2012). Geraadpleegd op 17 juni 2017.